# Elaeocarpus submonoceras
Elaeocarpus submonoceras là một loài thực vật có hoa trong họ Côm. Loài này được Miq. mô tả khoa học đầu tiên năm 1861.